# Corzano
Corzano (Corsà in dialetto bresciano) è un comune italiano di 1 525 abitanti della provincia di Brescia in Lombardia.

## Origini del nome
Il paese sorge sul territorio della Pianura Padana che fu soggetto a centuriazione romana.
L'assegnazione a ciascun miles del proprio fondo (lat. "fundus") ne ha così trasmesso il nome al territorio, spesso aggettivando il nome della gens d'appartenenza posponendovi il suffisso "-anus".
Tale circostanza è riflessa nel nome di molti paesi della pianura bresciana occidentale (es. Pompiano, Meano, Trenzano, Mairano), derivanti dal nome dei milites assegnatari (Pompeo, Mevio, Terenzio, Mario).
Corzano deve appunto il proprio nome all'aggettivazione del nome della gens Curtia. L'assegnazione del territorio a un miles di questa gens ne fece così il fundus curtiani, da cui Corzano. Da Corzano passarono gli eserciti veneziani diretti alla vittoriosa battaglia di Maclodio del 1427.

## Storia

### Simboli
(D.P.R. del 6 novembre 1996)
Il gonfalone è un drappo di bianco.

## Monumenti e luoghi d'interesse

### Chiesa di San Martino Vescovo
La chiesa parrocchiale, dedicata a san Martino, sorse nel XV secolo, ma fu poi interessata da un rifacimento in stile barocco nel Settecento.

### Palazzo Maggi
Il palazzo può essere considerato un pregevole esempio di architettura, una fra le più importanti del Cinquecento bresciano. Al suo interno si trovano ben tre sale ornate di affreschi attribuiti a Lattanzio Gambara. Palazzo Maggi, immobile a metà strada tra struttura fortificata e dimora signorile, ospitava una delle più antiche casate nobiliari bresciane: la famiglia Maggi. Il palazzo si affaccia sulla piazza di Corzano, recentemente restaurata. Ad accogliere il visitatore, all'interno della corte rurale, un portico che poggia su colonne giganti con arcate a doppia altezza. Il palazzo, su gentile concessione della famiglia Gatti, attuale proprietaria, viene occasionalmente aperto al pubblico.

## Società

### Evoluzione demografica
Abitanti censiti

### Lingue e dialetti
Nel territorio di Corzano, accanto all'italiano, è parlato il dialetto bresciano.

## Cultura

### Media

#### Radio e televisione
Dal 1976 la frazione di Bargnano è sede della emittente locale Super TV e Radio Super.

### Cinema
- Il film di Lina Wertmüller "Io speriamo che me la cavo" è ambientato a "Corzano" (NA): il toponimo usato nella pellicola si voleva però riferire come località fittizia, assonante al comune di Arzano (NA). Il cambio toponomastico fu dovuto a problemi giudiziari riguardo all'uso del nome del comune partenopeo.

## Geografia antropica

### Frazioni
- Bargnano: nel dialetto locale è chiamata Bargnà[senza fonte], vi ha sede un istituto alberghiero tra i più frequentati della zona.
- Meano: nel dialetto locale è chiamata Meà[senza fonte][7]
- Montegiardino

## Infrastrutture e trasporti
Fra il 1928 e il 1950 Corzano era servita da una stazione posta lungo la tranvia Brescia-Soncino.
Fra il 1932 e il 1956 fu servita anche da una fermata ferroviaria sulla linea Cremona-Iseo della Società Nazionale Ferrovie e Tramvie.

## Amministrazione
| Periodo        | Periodo        | Primo cittadino   | Partito      | Carica  | Note |
| -------------- | -------------- | ----------------- | ------------ | ------- | ---- |
| 24 aprile 1995 | 14 giugno 2004 | Stefano Inverardi | Lista civica | Sindaco |      |
| 14 giugno 2004 | 26 maggio 2014 | Francesco Fontana | Lista civica | Sindaco |      |
| 26 maggio 2014 | in carica      | Giovanni Benzoni  | Lista civica | Sindaco |      |